# Brazgotina (Peteršič)
Brazgotina je roman slovenskega pisatelja Vlada Peteršiča.

## Zgodba
Zgodba je postavljena v čas druge svetovne vojne, natančneje v čas boja proti Nemcem. Lovrenc je bil mladenič iz Prlekije, ki je že v mladih letih prišel v Trnovce služit za pastirja in tako zrastel v hlapca. V težkih časih je služil za kruh pri Kukolu. Kot hlapec in neizobraženec je imel zelo nizko samopodobo, katero je še bolj podkrepila njegova iznakaženost. Nekoč ga je namreč brcnila kobila in mu tako na desnem licu pustila brazgotino v obliki podkve. 
Njegov prijatelj Tine, ki je živel v sosednji hiši, odločen in izobražen fant ter lepšega videza, je bil aktivist in si je močno želel pridružiti partizanom. V to je hotel prepričati tudi Lovrenca, ki sprva ni pokazal velikega zanimanja, vendar je kasneje razmišljal, da bi mogoče res bilo bolje, če se pridruži Tinetu, le tako ga bo morda njegova sestra Zinka opazila. Lovrenc je bil zaljubljen vanjo, vendar ji tega zaradi brazgotine ni upal priznati. Tine je končno šel med partizane, kjer je dobil partizansko ime Marko. Kasneje se mu je pridružil tudi Lovrenc. 
Medtem so v Trnovcih Nemci pobijajali in uničevali vse, kar je dišalo po vezah s partizani. Majhno partizansko četo, ki je na začetku štela le šest članov ter člana katere sta bila tudi Marko in Lovrenc, je vodil komandir Grom, ki je bil sicer zelo izkušen partizan, vendar dvoličen, zahrbten človek in ženskar.  Čeprav je bila četa majhna, je vsak imel svojo nalogo. 
Lovrenc se je v naporih in preizkušnjah partizanskega življenja otresel manjvrednostnih kompleksov zaradi iznakaženosti in socialnega položaja, postal je samozavesten in močan človek. Zinka je tudi sodelovala s partizani. Ko so Lovrenca med bojem ranili, je Zinka tvegala življenje in šla po zdravnika. Njen pogum in skrb, ki jo je izkazala Lovrencu, sta podkrepili ljubezen, ki jo je do nje gojil.   
Gordana, zelo odločna partizanka, članica Skoja, samozavestna in lepa ženska, v katero so se zaljubili prav vsi partizani, se je zagledala v Lovrenca. Kljub aferi z njo, je bil Lovrenc še vedno zaljubljen v Zinko. Ko so Gordano izdali  Nemcem, je ta iz ljubosumja izdala Zinko, katero so dobili Nemci tik pred koncem vojne in jo po dolgem, krutem mučenju ubili. 
Medtem pa je komandir Grom bil užaljen in imel ranjen ponos, ker sta ga Zinka in Gordana zavrnili, zato je ubil Ftiča, člana divizije, vestnega partizana. Razlog za njegov uboj se je skrival v dejstvu, da je le ta poznal vse njegove črne plati, med njimi tudi željo po aferi z dekletoma, kar bi Ftič razkril drugim. Njegovo smrt je Grom prikazal kot bi junaško padel na bojišču. 
Zgodba se zaključi s kapitulacijo Nemcev in euforičnim sprejetjem osvoboditeljev.      

## Kritika in literarna zgodovina
Na zavihku knjige v uredniški spremni besedi piše, »da gleda pripovedovalec na dogodke marsikdaj z nekakšnim nepodkupljivim in celo krutim realizmom«.
Ne da bi kakorkoli razvrednotil veličino tveganja in žrtev in upoštevajoč osnovno moralno resnico narodnoosvobodilnega gibanja, zna vendarle prikazati svoje junake kot ljudi z vsemi človeškimi napakami, z marsikdaj bridko in tragično sebičnostjo, krutostjo, nepremišljnostjo, torej lastnostmi, zaradi katerih bralec sicer ne more videti v njih herojev iz šolskih učbenikov, zato pa jih veliko lažje razume in jim tudi bolj verjame. 
»Roman uči, da v vojni ni in ne more biti resnično veselih zmagovalcev, prevelika je cena nesmiselnega prelivanja krvi na obeh straneh, in nenehni boj za obstanek, življenje preganjane zveri preveč posurovi tudi tiste, ki se borijo za pravico.«
Knjiga ni bila deležna kritiških zapisov in omemb v literarni zgodovini.